# Vincent Ongandzi
Vincent Ongandzi (né le 22 novembre 1975 à Meyos au Cameroun) est un joueur de football international camerounais, qui évoluait au poste de gardien de but.

## Biographie

### Carrière en sélection
Avec l'équipe du Cameroun, il joue entre 1995 et 1998. Il figure notamment dans le groupe des sélectionnés lors des Coupes d'Afrique des nations de 1996 et de 1998.